# Beaumont Trophy
El Beaumont Trophy és una competició ciclista d'un sol dia que es disputa als voltants de Stamfordham, al comtat de Northumberland. Creada el 1952, entre el 2014 i el 2017 va formar part del calendari de l'UCI Europa Tour amb una categoria 1.2.

## Palmarès
| Any       | Vencedor                              | Segon                                 | Tercer                                |
| --------- | ------------------------------------- | ------------------------------------- | ------------------------------------- |
| 1952      | Stan Blair                            |                                       |                                       |
| 1953      | Don Sanderson                         |                                       |                                       |
| 1954      | Des Robinson                          |                                       |                                       |
| 1955      | Don Sanderson                         |                                       |                                       |
| 1956-1957 | No organitzada o resultats desconegut | No organitzada o resultats desconegut | No organitzada o resultats desconegut |
| 1958      | Bill Baty                             | Norman Baty                           | Stan Malbut                           |
| 1959-1961 | No organitzada o resultats desconegut | No organitzada o resultats desconegut | No organitzada o resultats desconegut |
| 1962      | Derek Hepple                          |                                       |                                       |
| 1963      | Ron Gardener                          | John McMillan                         | Graham Wanless                        |
| 1964      | John Dixon                            |                                       |                                       |
| 1965      | Norman Baty                           |                                       |                                       |
| 1966      | Ray Wetherell                         |                                       |                                       |
| 1967      | Ray Wetherell                         |                                       |                                       |
| 1968      | Ray Wetherell                         |                                       |                                       |
| 1969      | Paul Blackett                         | Ray Wetherell                         | David Watson                          |
| 1970      | Eddie McGourley                       |                                       |                                       |
| 1971      | Ray Wetherell                         |                                       |                                       |
| 1972      | Ray Wetherell                         | Jim Baker                             | Ken Jowett                            |
| 1973      | Joe Waugh                             |                                       |                                       |
| 1974      | No organitzada o resultats desconegut | No organitzada o resultats desconegut | No organitzada o resultats desconegut |
| 1975      | Robin Childes                         |                                       |                                       |
| 1976      | Alan Topp                             | Chris Boyd                            | Ian Spensley                          |
| 1977-1978 | No organitzada o resultats desconegut | No organitzada o resultats desconegut | No organitzada o resultats desconegut |
| 1979      | Paul Blackett                         | J. Monkley                            | Dave McCready                         |
| 1980-1981 | No organitzada o resultats desconegut | No organitzada o resultats desconegut | No organitzada o resultats desconegut |
| 1982      | Richard Healy                         | P. Connelly                           | David Baronowski                      |
| 1983      | Arthur Caygill                        |                                       |                                       |
| 1984-1989 | No organitzada o resultats desconegut | No organitzada o resultats desconegut | No organitzada o resultats desconegut |
| 1990      | Robert Harris                         |                                       |                                       |
| 1991      | Andy Matheson                         |                                       |                                       |
| 1992      | No organitzada o resultats desconegut | No organitzada o resultats desconegut | No organitzada o resultats desconegut |
| 1993      | Richard Moore                         |                                       |                                       |
| 1994      | Paul Curran                           |                                       |                                       |
| 1995      | Mark Walsham                          |                                       |                                       |
| 1996      | No organitzada o resultats desconegut | No organitzada o resultats desconegut | No organitzada o resultats desconegut |
| 1997      | Paul Blackett                         |                                       |                                       |
| 1998      | Elliot Gowland                        | Martin Wallbank                       | Brian Rogers                          |
| 1999      | Ian Childes                           | David Clarke                          | Colin Ash                             |
| 2000      | Billy Mitchinson                      |                                       |                                       |
| 2001      | Glen Turnbull                         |                                       |                                       |
| 2002      | Richard Sutcliffe                     | Kevin Eckersall                       | Christopher Breedon                   |
| 2003      | Graham McGarrity                      | Richard King                          | Michael Milen                         |
| 2004      | Mark Wordsworth                       | Wayne Randle                          | Mike Moss                             |
| 2005      | Malcolm Elliott                       | Evan Oliphant                         | Leigh Cowell                          |
| 2006      | Evan Oliphant                         | Robert Partridge                      | Robin Sharman                         |
| 2007      | Russell Downing                       | Malcolm Elliott                       | Chris Newton                          |
| 2008      | Rob Hayles                            | Peter Williams                        | Russell Downing                       |
| 2009      | Bradley Wiggins                       | Russell Downing                       | Mark McNally                          |
| 2010      | Chris Newton                          | Simon Richardson                      | Peter Williams                        |
| 2011      | Bradley Wiggins                       | Geraint Thomas                        | Peter Kennaugh                        |
| 2012      | Russell Downing                       | Chris Opie                            | Marcin Białobłocki                    |
| 2013      | Dean Downing                          | Daniel Barry                          | Niklas Gustavsson                     |
| 2014      | Kristian House                        | Mark Christian                        | Adam Blythe                           |
| 2015      | Chris Latham                          | Thomas Stewart                        | Yanto Barker                          |
| 2016      | Dion Smith                            | Liam Holohan                          | Daniel Bigham                         |
| 2017      | Peter Williams                        | James Gullen                          | Thomas Stewart                        |
| 2018      | Connor Swift                          | Adam Blythe                           | Owain Doull                           |
| 2019      | Rory Townsend                         | Peter Williams                        | Damien Clayton                        |
| 2020      | No organitzada                        | No organitzada                        | No organitzada                        |
| 2021      | Jacob Scott                           | Alexandar Richardson                  | Matthew Gibson                        |
| 2022      | Jack Rootkin-Gray                     | Alexandar Richardson                  | Ross Lamb                             |
| 2023      | Finn Crockett                         | Jack Rootkin-Gray                     | Max Walker                            |